# Awalching
Awalching – gaun wikas samiti w zachodniej części Nepalu w strefie Bheri w dystrykcie Surkhet. Według nepalskiego spisu powszechnego z 2001 roku liczył on 365 gospodarstw domowych i 2437 mieszkańców (1211 kobiet i 1225 mężczyzn).